# 冯赟
冯赟（879年—934年5月14日？），中国五代十国时期政权后唐官员，在后唐第二任皇帝李嗣源与李嗣源之子和继承人李从厚年间任宰相和枢密使。

## 家世
冯赟生年不详，太原人。父冯璋，或作冯章，为未来的后唐皇帝李嗣源的看门人。冯赟儿时通达聪明，李嗣源很喜欢他。后来李嗣源事养弟晋王和后来称后唐皇帝的李存勖为节度使，冯赟成为他的进奏官。

## 李嗣源年间
同光四年（926年）四月，李存勖在当时后唐都城洛阳的一场兵变中被杀。先前已叛变李存勖的李嗣源很快到达洛阳，称帝。以冯赟为内客省使、宣徽北院使。
天成三年（928年）四月，李嗣源任他最年长的在世儿子李从荣为河东节度使、北都（太原）留守，以冯赟为副留守实际主事。李从荣年少骄傲，不亲政务。十二月，李嗣源不得不派左右中一个素日与李从荣友善的人（身份失载）前去为其幕僚，意在引导他。这位左右对李从荣说：“你弟弟李从厚声誉比你高，你应该自我策励，不要声誉反在其下。”李从荣不悦，以告步军都指挥使杨思权。杨思权恐吓李嗣源的这位左右，称其是在帮李从厚越李从荣而立。该左右害怕，告诉冯赟。冯赟密奏李嗣源。李嗣源召回杨思权，切断他和李从荣的联系，但也因李从荣之故没有处罚杨思权。次年正月，冯赟回朝复为宣徽使、判三司，对宰相们说：“李从荣为人严酷而轻浮，需要有德之人辅佐。”四月，李从荣被召回任河南尹、判六军诸卫事，先前曾任这两个官职的李从厚则被任为河东节度使、北都留守，实际取代了李从荣。
长兴元年（930年）七月，冯赟以宣徽南院使、行右卫上将军、判三司被任为左卫上将军、北都留守，亦任河东节度使。赴任时，冯母去宫中辞别，李嗣源对冯母说：“吾辈老矣。冯赟以前还是趋走在我左右的小孩，现在就有气力，我以前在太原为偏将，觉得做节度使富贵极了，当时我不敢奢望为山河之主，何况冯赟呢？如今冯赟为留守、节度使，您更应该训导他安抚我乡里生民。”当日赐以金缯。冯赟到任后，李嗣源每每趁中使去河东的机会慰问他。当月，奏诸蕃部三千余的帐幕地近振武军，请求增兵控御。十月，冯赟谢恩赐其母衣服银器。辟考进士不中的冯玉为推官。先前河东军以相堂为使院，后以为乐营，群吏簿籍无可安置；又取太原县为军营县，以潜玄观为治所。冯赟到后询问旧制，重新以相堂为使院，太原仍归旧县。二年（931年）九月前卸任河东节度使，十月，任忠武军节度使。三年（932年）八月，李嗣源受册尊号，赐冯赟绢三百匹、银器百两、鞍辔马一匹。十一月，复回京充宣徽南院使，判三司。十二月，奏称奉圣旨赐内外臣僚节料羊计支三千口，李嗣源认为多了。四年（933年）九月，李嗣源准备拜冯赟为宰相，加同中书门下平章事，但这就犯了冯赟父冯章的名讳。宰相们误引典故，于是李嗣源将同中书门下平章事改为同中书门下二品，授冯赟，以为宰相，充三司使，依前检校太傅。十月，枢密使范延光与冯赟奏：“金、商州每年上供绢不过六百匹，臣西北卖马的诸胡人往来很多，日月绢五千匹，计耗国用十分之七，请委边境戍所择取诸胡所卖良马，上报具体数字。”李嗣源从之。十一月朱弘昭、冯赟奏：“臣等自受任以来，估计国力不足，是因为赏军无算、买马太多的弊端。若不早为节限，以后难以为继，应该严敕西北边镇遵守。”
先前，李嗣源的枢密使范延光、赵延寿都为秦王李从荣所怨恨，想离职以避免与其冲突。李嗣源不悦，以为他们是见自己病了就弃自己而去，但还是先允许赵延寿离任，为宣武军节度使，代以朱弘昭；当月，再允许范延光离任为成德军节度使，十一月，代以冯赟。先前冯赟为北京留守，奏龙敏为副，冯赟做了枢密使，引龙敏为吏部侍郎。
当月，李嗣源病笃。大臣很少能与之相见，宣徽使孟汉琼和王淑妃用事，大事都由他们和朱弘昭、冯赟四人决定。李从荣与朱弘昭、冯赟入广寿殿问起居，李嗣源无知觉。李从荣出宫后以为李嗣源病亡，担心自己不得为嗣，想强行进宫控制宫禁，派都押牙马处钧前去问朱弘昭和冯赟：“吾欲率领牙兵入宫中侍疾，且备非常，应该住在哪？”二人答：“王自己选择。”然后秘密对马处钧说：“主上万福，王应该竭心忠孝，不可妄信他人浮言。”李从荣怒，又派马处钧对二人说：“公等不吝惜家族吗？何敢拒我！”二人以为患，入告王淑妃和孟汉琼，都说要靠亲军都指挥使康义诚才能应对。康义诚的儿子在秦王府，康本人首鼠两端，只说不敢议论此事，听凭调遣。李从荣随后发本部军队试图夺取宫禁，又派马处钧到冯赟府上说：“吾今日决意入宫，将要居住在兴圣宫。公辈各自都有宗族，处事也应该平正允当，祸福在须臾。”冯赟骑马进入右掖门，见朱弘昭、康义诚、孟汉琼及冯赟所举荐的三司使孙岳正坐在中兴殿阁门外议事。冯赟说了马处钧的话，责怪康义诚：“秦王说‘祸福在须臾’，其事可知，公不要因为儿子在秦府，就左右顾望。主上拔擢吾辈，自布衣至将相，一旦秦王兵得入此门，置主上于何地？吾辈还能有遗种吗？”康义诚不及回答，监门报称李从荣兵已在端门外，孟汉琼拂衣而起，声言愿意舍命率兵拒李从荣，此刻当入宫护驾而离去，朱弘昭、冯赟跟随他，康义诚不得已也跟随。禁军在朱弘昭和冯赟命令下抵抗，败李从荣，李从荣随后被杀。先前朱弘昭、冯赟担心李从荣傲慢暴厉，孙岳极力对他们言说祸事之端、李从荣必败，康义诚恨孙岳，于是乘乱秘密派骑士将其射杀。众官议李从荣官属判官任赞之罪，因冯赟力争，这些人多没有被杀，任赞等十七人被流贬。李嗣源决定派孟汉琼从天雄军召还宋王李从厚，实际立他为储，由孟汉琼权知天雄军府事。李从厚未到，李嗣源崩，李从厚到洛阳，朱弘昭和冯赟拥立他为帝。

## 李从厚年间
朱弘昭自认为立李从厚是自己之功，想专朝政。应顺元年（934年）正月，朱弘昭、冯赟献钱助作山陵。李从厚最亲信者之一天雄左都押牙宋令询在李从厚左右，当月，朱弘昭不顾李从厚不悦，出其为磁州刺史。他和冯赟都忌恨侍卫马军都指挥使、宁国节度使安彦威、侍卫步军都指挥使、忠正节度使张从宾，将他们分别出为护国节度使和彰义节度使，代以捧圣马军都指挥使朱洪实和严卫步军都指挥使皇甫遇。又举荐皇甫立为保大军节度使。
李从厚加朱弘昭、冯赟、姐夫河东节度使兼侍中石敬瑭三人高级宰相衔兼中书令。但冯赟认为自己升官太快，坚辞不受，于是诏改兼侍中，封邠国公。
朱弘昭和冯赟又都因李从厚养兄凤翔节度使兼侍中潞王李从珂和石敬瑭长期随李嗣源征伐，有功名，得众心，而疑忌二人。潞王长子李重吉为控鹤都指挥使，朱、冯出他为亳州团练使。潞王有女李惠明，在洛阳一庙中为尼姑，也被召入宫中控制。这使得李从珂很疑惧。
二月，朱、冯决定不让石敬瑭久居河东，又想召回孟汉琼。他们以枢密院名义下令召回孟汉琼，徙成德节度使范延光为天雄节度使，徙李从珂为河东节度使兼北都留守，徙石敬瑭为成德节度使。虽然命令很严肃，却非皇帝下诏，他们还派使者监视这几位节度使赴任。李从珂害怕这些举动是针对他的，于是反叛，派掌书记李专美作檄书传给诸军镇：“朱弘昭、冯赟趁明宗（李嗣源）病，杀秦王而立愍帝。帝年少，小人用事，离间骨肉，我要问罪于朝！”当月，正丁母忧的冯赟被起复。朝廷派西都留守王思同为西面行营马步军都部署统军讨凤翔，起初王思同围攻其军府凤翔府，几乎使其陷落，似将获胜。但羽林指挥使杨思权率领的军兵叛投李从珂，导致朝廷军队瓦解，大部分投降了李从珂。李从珂率军进军洛阳，称只要投降，除了朱弘昭、冯赟两族外，都可赦免。李从厚恐惧，想让位给李从珂，朱、冯不知所为。时为河阳节度使、判六军诸卫兼侍中的康义诚也秘密想叛投李从珂，于是请求率残余的侍卫诸军对抗李从珂。李从厚同意了。同时，李重吉和李惠明也被诛杀。李从珂发书信告谕洛阳文武士庶，只不赦朱弘昭、冯赟两族，其余勿忧。
康义诚军还未遇见李从珂行进中的军队，士兵已开始逃跑和投降李从珂。康义诚本人也如此。李从厚闻讯，召朱弘昭问如何打算。朱弘昭以为召他是要怪罪他的错误，投井自杀。京城巡检安从进听闻朱弘昭已死，将冯赟杀死在家中，灭其族，将朱、冯的首级送到陕州给李从珂。李从厚逃离洛阳，石敬瑭也拒绝支持他，后来四月，被李从珂派去的使者杀死。冯赟母新亡，与冯赟的尸体都被弃于道路。冯赟妻儿都被杀，除了一个三岁的儿子得故吏张守素藏匿得以幸免。宰相中书侍郎冯道、刘昫、李愚等入朝，到端门才得知朱、冯已死，李从厚已北逃，便出迎李从珂。四月，李从珂登基称帝，下诏声言冯赟及朱弘昭、孟汉琼、王思同、原静难节度使药彦稠等结党兴兵、离间君臣、几乎亡国之罪，陈其尸，削夺官爵。后又下诏许其归葬，但亲属部旧仍流放。
后晋出帝开运三年（946年），复冯赟官爵。后汉高祖即位后，于天福十二年（947年）闰七月赠冯赟中书令。